# Yvonne Coldeweijer
 (janvier 2019).
Si vous disposez d'ouvrages ou d'articles de référence ou si vous connaissez des sites web de qualité traitant du thème abordé ici, merci de compléter l'article en donnant les références utiles à sa vérifiabilité et en les liant à la section « Notes et références ».
Yvonne Coldeweijer, née le 21 décembre 1986 à Tilbourg, est une actrice, chanteuse, auteure-compositrice-interprète, présentatrice et blogueuse néerlandaise.

## Filmographie

### Cinéma et téléfilms
- 2009 : Onderweg naar Morgen : Mascha van der Veer
- 2010 : Amika (nl) : Cindy Scholten (Saison 3)
- 2012 : De Club van Sinterklaas & Het Geheim van de Speelgoeddokter (nl) : La petite amie Jack
- 2012 : Alvin et les Chipmunks 3 (Alvin en de Chipmunks: Chipwrecked) : Zoé
- 2012 : Tad l'explorateur : À la recherche de la cité perdue : Sara Lavrov

## Animation
- 2011 : Sinterklaas en het raadsel van 5 december : Présentatrice[2]

## Discographie

### Albums studios
- 2011 : Keet! (sorti le 12 novembre 2011)
- 2012 : VIP (sorti le 08 novembre 2012)

### Comédies musicales
- 2012-2013 : Wicked : Glinda
- 2013 : The Little Mermaid : Ariël

## Vidéaste
Yvonne possède depuis juin 2015, une chaîne sur la plateforme YouTube, qui s'intitule Life of Yvonne. Elle met en ligne plusieurs vidéos par semaine sur sa chaîne. Les vidéos traitent principalement de la beauté, de mode et de vlogs. Elle compte environ 146 000 abonnés (novembre 2018).